# (10509) Heinrichkayser
(10509) Heinrichkayser (1989 GD4) – planetoida z pasa głównego asteroid okrążająca Słońce w ciągu 5 lat i 133 dni w średniej odległości 3,06 j.a. Została odkryta 3 kwietnia 1989 roku.